# Утапау
Утапау (англ. Utapau) — віддалена, підземна планета була розташована в системі Утапау сектора Тарабба на територіях Зовнішнього краю, у вигаданому Всесвіті Зоряних війн. Ізольована від більшої частини галактики, планета була стародавнім і продуваним вітром небесним тілом, усіяним глибокими воронками, з суспільними організаціями, які співіснували з багатим тваринним і рослинним світом, у стані, зворотному до інших планет. Охоплена всесвітнім підземним океаном, який утворив незліченні воронки глибиною в сотні метрів, що утворилися на поверхні, планета була колонізована близько 57 000 ДБЯ гуманоїдним видом, який генетично еволюціонував до видів Пауан і Утай, які перші створювали цивілізації на трав’янистих рівнинах, тоді як другі оселялися в воронках. Через деякий час, після колонізації, поверхневий світ постраждав від потужних штормів гіпервітру, коли середовище Утапау значно змінилося, змусивши цивілізації Пауан шукати притулку разом зі своїми земляками, де вони розвинули симбіотичні стосунки та заснували кілька міст-держав, як-от столиця міста Пау.
На планеті Утапау Обі-Ваном Кенобі був вбитий Генерал Грівус під час останнього протистояння в «Помсті ситхів». Датою вбивства вважається 19 ДЯБ.

## Дивись також
- Список планет і супутників Зоряних воєн